# Montesilvano
Montesilvano er en by i den midterste del af Italien, i regionen Abruzzo. Den ligger umiddelbart nord for regionens største by, Pescara, og indgår i et sammenvokset byområde langs kysten. Kommunen består af den oprindelige bebyggelse Montesilvano Colle på en bakke lidt inde i landet, samt den langt større bydel Montesilvano Marina langs Adriaterhavet. Montesilvano betyder "det træbevoksede bjerg". Indbyggertallet er 47.695.

## Historie
Stedet omtales første gang i 1114, i et dokument fra kong Roger 2. af Sicilien, vedrørende den lokale kirke San Quirico, som ikke længere eksisterer. Byens navn nævnes i 1140 i forbindelse med en beskrivelse af det stift, der hører til domkirken i Penne.
Montesilvano var en ret ubetydelig by, og det understreges af, at den efter Italiens samling i en lang periode dannede kommune sammen med nabobyen Capelle Sul Tavo. Først i 1904 blev den en selvstændig kommune. Medvirkende hertil var, at der fra 1852 var igangsat bebyggelse langs Adriaterhavet, det der senere blev til Montesilvano Marina. I 1926 var kystbebyggelsen så stor, at byens administration flyttede dertil. Efter 2. verdenskrig fortsatte satsningen på turisme, og da bil- og masseturismen satte ind i 1960'erne voksede byen nærmest eksplosivt. Der er foregået et omfattende hotelbyggeri langs kysten, med alt hvad dertil hører af handels- og underholdningstilbud, og det giver beskæftigelse til mange mennesker.

## Befolkningsudvikling
Grafen viser effekten af turistindustrien i de sidste 40 år.

## Berømte bysbørn
- Sangeren og skuespilleren Dean Martins far var fra Montesilvano.